# Fermionisk kondensat
Ferminionisk kondensat er en stoffase, som er opdaget i 2003 af fysikere fra University of Colorado.
| Naturvidenskab | Spire Denne naturvidenskabsartikel er en spire som bør udbygges. Du er velkommen til at hjælpe Wikipedia ved at udvide den. |